# قائمة مناطق فنلندا
أقاليم فنلندا (بالفنلندية: maakunnat) تقسيم جغرافي وإداري. يبلغ عددها 19 إقليماً.
اُعتمد هذا التقسيم الإداري بعد إصلاحات 1997. هذه المقاطعات تتبع المجالس الإقليمية أو الجمهورية، حتى سنة 2009 كانت مُجمعة على شكل مقاطعات وفي الواقع حدود هذه المقاطعات لها نفس حدود مقاطعات فنلندا التاريخية.

## الأقاليم
| شعار                 | الاسم             | بالفنلندية        | بالسويدية             | عاصمة الإقليم | خريطة                                                        |
| -------------------- | ----------------- | ----------------- | --------------------- | ------------- | ------------------------------------------------------------ |
| Lapland              | لابي              | Lappi             | Lappland              | روفانييمي     | مناطق فنلندا (الحدود التاريخية للأقاليم تظهر باللون الرمادي) |
| North Ostrobothnia   | بوهيانما الشمالية | Pohjois-Pohjanmaa | Norra Österbotten     | أولو          | مناطق فنلندا (الحدود التاريخية للأقاليم تظهر باللون الرمادي) |
| Kainuu               | كاينو             | Kainuu            | Kajanaland            | كايآني        | مناطق فنلندا (الحدود التاريخية للأقاليم تظهر باللون الرمادي) |
| North Karelia        | كاريليا الشمالية  | Pohjois-Karjala   | Norra Karelen         | يوينسو        | مناطق فنلندا (الحدود التاريخية للأقاليم تظهر باللون الرمادي) |
| North Savonia        | سافو الشمالية     | Pohjois-Savo      | Norra Savolax         | كووبيو        | مناطق فنلندا (الحدود التاريخية للأقاليم تظهر باللون الرمادي) |
| South Savonia        | سافو الجنوبية     | Etelä-Savo        | Södra Savolax         | ميكيلي        | مناطق فنلندا (الحدود التاريخية للأقاليم تظهر باللون الرمادي) |
| South Ostrobothnia   | بوهيانما الجنوبية | Etelä-Pohjanmaa   | Södra Österbotten     | سينايوكي      | مناطق فنلندا (الحدود التاريخية للأقاليم تظهر باللون الرمادي) |
| Central Ostrobothnia | بوهيانما الوسطى   | Keski-Pohjanmaa   | Mellersta Österbotten | كوكولا        | مناطق فنلندا (الحدود التاريخية للأقاليم تظهر باللون الرمادي) |
| Ostrobothnia         | بوهيانما          | Pohjanmaa         | Österbotten           | فآسا          | مناطق فنلندا (الحدود التاريخية للأقاليم تظهر باللون الرمادي) |
| Pirkanmaa            | بيركنما           | Pirkanmaa         | Birkaland             | تامبيري       | مناطق فنلندا (الحدود التاريخية للأقاليم تظهر باللون الرمادي) |
| Central Finland      | فنلندا الوسطى     | Keski-Suomi       | Mellersta Finland     | يوفاسكولا     | مناطق فنلندا (الحدود التاريخية للأقاليم تظهر باللون الرمادي) |
| Satakunta            | ستاكونتا          | Satakunta         | Satakunda             | بوري          | مناطق فنلندا (الحدود التاريخية للأقاليم تظهر باللون الرمادي) |
| Southwest Finland    | فارسينايس سوومي   | Varsinais-Suomi   | Egentliga Finland     | توركو         | مناطق فنلندا (الحدود التاريخية للأقاليم تظهر باللون الرمادي) |
| South Karelia        | كاريليا الجنوبية  | Etelä-Karjala     | Södra Karelen         | لابينرنتا     | مناطق فنلندا (الحدود التاريخية للأقاليم تظهر باللون الرمادي) |
| Päijänne Tavastia    | بايات هامي        | Päijät-Häme       | Päijänne Tavastland   | لاهتي         | مناطق فنلندا (الحدود التاريخية للأقاليم تظهر باللون الرمادي) |
| Tavastia Proper      | كانتا هامي        | Kanta-Häme        | Egentliga Tavastland  | هامينلينا     | مناطق فنلندا (الحدود التاريخية للأقاليم تظهر باللون الرمادي) |
| Uusimaa              | أوسيما            | Uusimaa           | Nyland                | هلسنكي        | مناطق فنلندا (الحدود التاريخية للأقاليم تظهر باللون الرمادي) |
| Kymenlaakso          | كومنلاكسو         | Kymenlaakso       | Kymmenedalen          | كوتكا، كوفولا | مناطق فنلندا (الحدود التاريخية للأقاليم تظهر باللون الرمادي) |
| Åland                | أولند             | Ahvenanmaa        | Åland                 | ماريهامن      | مناطق فنلندا (الحدود التاريخية للأقاليم تظهر باللون الرمادي) |